# Канат (наводњавање)
Канат (перс. كاريز, карез или кахан; арап. قناة‎, кариз) је врста водоводног система који служи за довод свеже воде у врелим и сувим насељеним подручјима. Технологију су развили стари Персијанци који су је проширили на друге културе па се канати данас могу наћи од Кине до Марока, па чак и Мексика.

## Опште карактеристике
Канат је систем који се састоји од низа вертикалних окна налик бунарима које повезује благо нагнути канал. Основне карактеристике система:
- Помоћу вертикалних тунела се делотворно црпе велике количине свеже воде из подземља на површину, без потребе за пумпањем. Проток воде се врши гравитацијом а одредиште је ниже од извора, који је најчешће брдски водоносник.
- Омогућава проток воде на великим удаљеностима где је клима сува и врућа, без губитака великог дела залиха воде које настају услед цурења и испаравања.

Изградња Каната је уобичајена за подручја где се извори воде налазе непосредно у подножју планина, односно тамо где је извор најближи површини терена.

## Грађење
Традиционално, канате су пројектовале и градиле групе квалификованих и искусних стручњака (муканис), уз помоћ обичних радника. Градња система се одлично плаћала, а занат се често преносио у оквиру породице, с оца на сина.

### Припреме
Почетни и пресудни корак при градњи каната био је утврђивање постојања извора воде. Истраживање је почињало на местима где се алувијална тла граниче са подножјем планине која су често богата подземним водама, односно тамо где је копање релативно лагано. Стручњаци муканис су пратили трагове подземних вода према вегетацији и другим показатељима. Након процене су копана пробна вертикална окна која којима је требало да се утврди постојање довољне количине воде, односно да се оправда овако сложена градња. Ако су сви услови били испуњени, на површини исцртавањем била означена путања којом треба да се простире канал, и тачке на одређеним распонима где су копана вертикална окна.
Градња је захтевала посебну врсту опреме: посуде (најчешће кожне торбе), конопце и витла за подизање ископа на површину, осветљење, алате за мерење дужине, либела, оруђа за копање попут лопата, и других (у то доба софистицираних) градитељских помагала. Одабир градитељске опреме је зависио од врсте тла, терена и многих других фактора.
Иако је метода копања била прилично једноставна, пројектовање Каната је захтевало помно разумевање подземних структура тла и прецизно израчунавање нагиба главног тунела, као и позиција копања вертикалних окна. Нагиб Каната је морао да буде пажљиво одређен јер би премали степен пада узроковао застој воде, док би превелики нагиб резултовао прекомерном ерозијом која може да проузрокује урушавање каната. Погрешне процене типа земљишта могу да проузрокују урушавање структуре каната, губитак драгоценог времена и новца, а у најгорем случају могу бити фаталне за градитеље.

### Ископавање
Радове ископавања најчешће је изводила група од 3-4 стручњака (муканис). Код плитких каната, један радник би копао земљу, други би подизао ископ на површину, док би трећи распоређивао ископани материјал на терену око окна.
Група би најчешће почињала радове на местима где ће вода продирати на тло, што је уједно био и први показатељ да ли ће систем правилно функционисати. Вертикална окна су касније у складу са условима проветравања главног тунела, а налазила су се на сваких 25–30 m. Распони међу вертикалним окнима зависили су од количине ископа, времена потребног за њихово ископавање, и од процене о накнадном начину одржавања. Уопштено, ако је канат плитак, распони између вертикалних окана су на мањим удаљеностима. Ако је канат дугачак, са копањем је могло да се започне са оба краја одједном. Тунели за доток воде су понекад грађени због регулисања и повећања протока воде.
Дужна већине каната у Ирану је мања од 5 km. Ипак, укупна дужина свих помоћних тунела често достиже 16 km, док су у околини Кермана забиљежени и системи дужине 70 km. Вертиклана окна обично се крећу од 20 do 200 метара дубине, иако су у иранској области Хорасану пронађена окна и по 275 метара дубине. Окна су служила за олакшавање изградње, односно за одвод ископаног материјала, лакши приступ радницима, као и за довод свежег ваздуха и светлости. Дубља вертикална окна су захтевала изградњу помоћних платформи на одређеним висинама, а служила су за једноставније и брже уклањање ископа, и за повећање безбедности градитеља.
Главни тунел за водоснабдевање каната је обично ширине 50–100 cm, и висине 90–150 cm. Канал мора да поседује одговарајући силазни нагиб како би проток воде био што једноставнији. Ипак, нагим не сме да буде превелик јер ће се због несавршености земље појавити подручја на којима вода тече брже односно спорије, што може да проузрокује ерозију, зачепљење, као и потпуно уништење каната. Код краћих каната нагиби се крећу између 1:1000 и 1:1500, док дужи канати могу да буду готово хоризонтални. Овај нагиб су градитељи утврђивали за у то време софистицираним либелама, а велику улогу је играло и градитељско искуство.
У случајевима где је нагиб морао да буде стрмији од уобичајеног, подземни слапови се могу неутрализовати одговарајућим облогама које апсорбују енергију уз минимално дејство ерозије. Постоје случајеви где се енергија протока воде користила за подземне млинове који су покретали ужад за транспорт материјала. Ако спољно грло каната није било у близини насеља, било је потребно да се осигура пренос свеже воде уз помоћ надземних канала који су често избегавани због спречавања могућег загађивања и губитка воде приликом испаравања.
Брзина изградње је највише зависила од дубине каната. Процјењује се да је код каната дубине 20 m група од четири радника могла да ископа 40 метара хоризонталног тунела по дану. У случају када су вертикална окна дубока по 40 m, њихов радни учинак опада на 20 m по дану, а на окнима дубине 60 m на свега 5 m по дану. Дубоки и дугачки канати су често грађени годинама, па чак и деценијама.
Откопани материјал се обично транспортовао помоћу кожних торби које су извлачене кроз хоризонтална окна на површину, где се ископ распоређивао око отвора да би спријечио продор песка или блата у окно, што квари квалитету воде и саму структуру каната. На површини ти ископи често изгледају као минијатурни вулкани или кратери који су настали услед експлозија бомби.

### Одржавање
Вертикална окна каната на површини могу да буду заштићена како би се спречили штетни утицаји из спољашњости, попут наношења песка. Главни тунел каната мора повремено да се проверава због ерозије односно наноса који могу да успоре или онемогуће проток воде, као и због стварања нежељеног талога песка или муља. Такође, треба да се омогући проток свежег ваздуха јер у противном може да се угрози здравље и безбедност градитеља и оних који канале одржавају.

### Вредност
Канати се вреднују према квалитету, количини, и учесталости протока воде. Велики део иранског становништва је кроз историју зависио од коришћења каната, па су насељена подручја често директно повезана уз места која обилују квалитетом и квантитетом тих система. Иако су канати релативно скупи за изградњу, њихова дугорочна вредност за локалну заједницу и инвеституре је била и те како исплатива и корисна.

## Остале примене каната

### Дистрибуциони системи
Канати су често испод земље подељени у разделне мреже које се састоје од мањих канала („кариз“) који су снабдевали сваки већи град. Попут каната, каризи су такође грађени испод земље због спречавања могућег загађења и заразе.

### Водоспремници
Традиционални ирански системи водоспремника су тзв. аб-анбари.

### Хлађење
Осим за водоснабдевање, канати су често у комбинацији с ветрохватом коришћени као систем за пасивно хлађење просторија. Врућ ваздух у канате улази кроз бројна вертикална окна, док се трењем кроз хладни тунел и воду хлади. Ветрохват је конструкција у облику димњака која је смештена изнад објекта, а има два функционална отвора који служе довлачењу и одвлачењу ваздуха. Отвори ветрохвата су смештени најчешће на свим фасадама торња због ефикаснијег довлачења свежег зрака. Улазни ваздух долази и из канатског тунела, који пролази до просторије кроз вертикално окно и притом ствара низак притисак (Берноулијев ефекат), и извлачи хладан ваздух из каната у просторију где се меша за свежим ваздухом који долази из ветрохвата. U сувим pustinjskim područjima ovaj sistem može да smanji temperaturu ваздуха и преко 15 °C, а један канат може да служи за хлађење више ветрохвата. Ипак, мешани ваздух је и даље релативно сув, али угодан за боравак. Системи хлађења помоћу каната и вјетроторња се пваве у пустињским подручјима преко 1000 година.

### Складиштење леда
Већ око400. п. н. е. персијски инжењери су свладали технику чувања леда у пустињама усред љета. Лед су доносили у великим количинама током зиме са оближњих планина, а складиштили су га у посебно пројектоване природне хладњаче које се називају јакчал (перс. „спремиште леда“). Јакчал се састоји од велике и дебелим зидовима добро изоловане просторије која је при дну спојена на канат, где је користила хладан подземни ваздух за расхлађивање током великих врућина. Захваљујући том систему лед се топио врло споро, и био је доступан током целе године.

## Терминологија
Канат долази од персијске речи „канат“ која је прихваћена и на арапском (канат), док на паштунском језику има облик „карез“. Канат се назива различитим терминима зависно од подручја:
- „Канат“ - у Ирану и арапским земљама
- „Карез“ - у Авганистану и Пакистану
- „Кетара“ - у Мароку
- „Галериа“ - у Шпанији
- „Фалаџ“ - у Уједињеним Арапским Емиратима и Оману
- „Кахн “ - у Белуџистану (пакистанска покрајина)
- „Фогара“ или „Фугара“ - користи се у северној Африци, а термин долази од француског облика арапске верзије

Остали називи који се користе за канате у Азији и северној Африци су какуриз, чин-авулз и мајун, док се на енглеском језику у преводима користе и термини khanat, kunut, kona, konait, ghanat i ghundat.
Назив „карез“ се у појединим подручјима користи као уопштени назив за канат, док се у другим користи за функционални тип мањег каната.

## Кориштење каната у свету

### Азија

#### Иран
Иран је домовина каната; сматра се да су Персијанци градили прве канате 2000 година пре него што су Римљани почели да граде аквадукте. Наводњавање је у Ирану врло развијено иако не постоје већи речни системи, па се та земља налази на 5. месту у свету, иза Индије, Кине, САД и Пакистана. Око 80% наводњаваних површина у Ирану снабдева се помоћу каната, али њихова употреба стагнира с обзиром да се све мање људи бави пољопривредом. Такође, изградња Каната се сматра врло опасним послом којим се мало људи жели да се бави, а широм земље се све више користе моторне пумпе које представљају бржи начин за црпљење воде. Најстарији очувани канат у Ирану је онај поред града Гонабад који је и данас у употреби. Сматра се да је стар 2700 година, а као водовод и за наводњавање користи га око 40.000 људи који живе у околини. Најдубље окно дубоко је 360 метара, док је укупна дужина каната 45 km. Подручја око Јазда, Хорасана и Кермана позната су по бројним системима каната који се користе за довод питке воде и за наводњавање. У традиционалној иранској архитектури, кариз је мањи канат, који се најчешће користи у градском подручју. Каризима се називају и споредни канати који снабдевају главни канат који води до коначног одредишта. Осим по изуму каната, Иранци су познати и по изумима античких водоспремника (Аб Анбар) и првих хладњача у историји (Јакчал).

#### Авганистан
Канати или каризи се у Авганистану користе стотинама година, а највише их можемо пронаћи у јужним провинцијама око Кандахара, Урузгана, Нимроза и Хилманда. Бројни ратови у задњих тридесетак година су резултовали унишењем великог броја тих античких структура, будући да је у ратно доба тешко одржавати такве сложене системе. Проблеме су створили и скупа радна снага којој се више не исплати да одржава канате, и недостатак стручног кадра за градњу истих. Данас многе авганистанске породице напуштају системе каната којима су се служиле вековима, и користе модерне цеви и бунаре уз употребу дизел пумпи. Ипак, авганистанска влада је свесна важности каната за пољопривреду земље као и културне баштине, па покушава да их поправи, реконструише и одржава. Министарство за рурални развој као и међународне невладине организације улажу напоре за њихово очување подстицањем развојних програма и донацијама. Године 2009. су функционисали многи канати широм земље. Америчке снаге известиле су да су ненамерно уништиле или оштетиле неке канате током проширивања америчке војне базе, што проузроковало сукоб између окупационих снага и локалне заједнице.

#### Пакистан
У Пакистану се канати (карез) могу пронаћи углавном на северозападу покрајине Балуџистан, која се граничи са Авганистаном и Ираном. Највише Каната се налази на потезу од котара Чагхаи до Зхоб, док се остатак налази у окрузима Кила Абдулах и Пишин. Сматра се да је већина наведених каната изграђена у исламско доба.

#### Индија
У индијској савезној држави Карнатака систем Каната се назива суранга, а користи се за наводњавање подземних водоспремника. Ипак, у данашње се време ретко користе.

#### Кина
Оаза Турфан у пустињама северозападне Кине садржи бројне канате које локално становништво зове карез. Град Турфан је дуго времена био средиште плодне оазе и важан трговачки центар на северном делу Пута свиле, који је пролазио уз краљевства Корла и Карашахр на југозападу. Канати у Кини датирају из доба династије Хан. У граду Турфан се налази Музеј воде, који је због свог огромног значаја за регион државним прописима заштићен као кинеска историјска баштина. Број каната у региону се процјењује на око 1000, чија је укупна дужина готово 5.000 km.

#### Сирија
Канати се могу пронаћи широм Сирије, јер су грађени од Персијског и Римског царства до исламског доба. Међутим, постављање водоводних пумпи широм земље је смањило употребу каната, који су данас у већини случајева углавном суви и напуштени.

### Арапско полуострво

#### Уједињени Арапски Емирати
Технологија каната се у Уједињеним Арапским Емиратима посебно користи на подручју оаза града Ел Аина, а служи углавном за наводњавање вртова и засада палми. Локално становништво канате назива фалаџ.

#### Оман
Појас оаза које снабдева сложени систем каната (фалаџ) протеже се око десет километара на равници Омана. Главни град земље био је Низва који је изграђен око тог плодног подручја. У јулу 2006, пет примерака Каната је уврштено на попис Унеско-ве Светске баштине.

### Африка

#### Египат
Постоје четири главне оазе у пустињама Египта. Оаза Карга је добро проучавана, па се зна да су крајем 5. века п. н. е. коришћени канати за снабдевање. Канати су копани кроз водоносни пешчар, а на одређеним размацима су се налазили мали цезервоари. Ширина им је око 60 cm, али се висина креће од 5 до 9 метара. Чини се да су канати били толико дубоки због побољшавања протока воде у сушно доба (као што је случај у Ирану). Одатле се вода користила за наводњавање пољa. Постоји још једна поучна структура смештена у оази Кхарга, а то је додавање помоћних окна на постојећа због прикупљања додатне воде. Такође, на местима где је вода из стена цурела у канат изграђени су мали резервоари који се надовезују на главни тунел.

#### Либија
Према тврдњама Дејвида Матинглеја, фогара (канати) се протежу стотинама километара на подручју Гармантес поред Јарме у Либији. Канали су углавном врло уски, мање од 60 cm ширине односно 150 cm visine, али је већина њих дугачка по неколико километара, што укупан број од 600 каната чини дугачким на стотине километара. Канале са површином повезују бројна вертикална окна која се налазе на сваких десетак метара, а њихов укупни број је око 100.000. Просечна дубина им је 10 m, али понекад иде и до 40 m.

#### Тунис
Систем фогара у Тунису који коришћен за стварање оаза врло је сличан иранским канатима. Фоггаре су копане у подножјима стрмих планина попут венца Атлас. Падавине у планинским подручјима пуне водоспремнике каната и опскрбљују водом сува сахарска подручја на југу. Канати су обично дужине од 1 до 3 км, а неретко се састоје од великих водоспремника. Породице које користе канате наводњавају своја поља од по преко десет метара ширине, док дужина зависи од капацитета каната и испаравања на површини.

#### Алжир
Канати или фоггарас у Алжиру се користе за наводњавање великих оаза као што је Гоурара. Канати се такође могу наћи и у регији Тоуат (подручје Адрара 20 км од Гоураре). Укупна дужина алжирских каната процјењује се на неколико хиљада километара. Иако неки извори тврде како су канати на подручју Алжира коришћени још око 200. године н.е., поуздани извори наводе 11. век односно исламско доба као почетак ширења технологије каната. Количина воде у канатима мерила се системом малих каскадних брана. Влажност у оазама такође се користила за снабдевање каната; температурни градијент у вертикалним окнима узрокује провјетравање. Влажан ваздух са пољопривредних површина кретао би се у супротном смеру од тока воде, при чему би се стварала кондензација водене паре, односно вода за поновну употребу.

#### Мароко
На југу Марока такође се граде канати, за које је у употреби локални назив „кетара“. На ободима пустиње Сахаре се налазе изоловане оазе у долини реке Дра и Тафилалт, које зависе од наводњавања помоћу каната које се врши од краја 14. века. На равницама Маракеш и Хаоуз канати су напуштени с обзиром да су пресушили раних 1970-их, док се у подручју Тафилалт и данас користи половина од 400 каната. Стручњаци тврде да је изградња бране Хасан Адакил пресудно утицала на губитак половине каната у региону. Градња каната традиција је Бербера који живе на југу земље, и који дан данас одржавају канате у Мароку. Њихов посао сматра се изузетно опасним.

### Европа

#### Шпанија
И данас још увек постоје многи гримери галериа односно система каната у Шпанији, углавном у јужним подручјима Пиринејског полуострва u kojima su vladali Мавари. Општина Турилас у Андалузији на обронцима Сиера де Алхамиле поседује бројне остатке система каната. Granada je također područje s opsežnim kanatnim sistemom.

#### Италија
Клаудијев тунел за одводњавање некадашњег језера Фуцине је изграђен технологијом каната. Тунел је дугачак 5.653 метара, са вертикалним окнима од 122 m. Многи други канати су грађени широм Римског царства, укључујући и аквадукт Гадара у северном Јордану из 2. века, који је са 94 km дужине вероватно најдужи канат који је икада изграђен. Канат Гадара је остао у употреби све до исламског освајања у 7. веку. Цели антички град Палермо на Сицилији изграђен је преко великих система каната који су изграђени током арапског периода (827—1072). Mnogi од тих каната су истражени и забележени на картама, док се неки могу и посетити. Занимљива грађевина у граду је просторија Scirocco која користи традиционални ирански систем за хлађење ваздуха уз помоћ воде из каната, односно ветрохвата који има сврху довода ваздуха у просторију.

#### Луксембург
Канат Raschpëtzer покрај града Хелмсанге у Луксембургу сматра се одлично очуваним примером римског каната. То је вероватно највећи систем такве врсте северно од Алпа. До данас је истражено око 330 од 600 m канатског тунела, а откривено је 13 од 20-25 вертикалних окана. Сматра се да је канат служио за водо-снабдевање великих римских вила у долини реке Алзете. Изграђен је у галско-римском периоду, највероватније око 150. године, а коришћен је наредних 120 година.

#### Јерменија
Канати у Јерменији су очувани поред села Шванидзор, у јужној покрајини Сјуник на граници с Ираном. Јермени канате називају кахрезес, а у околини Схванидзора пронађено је пет каната. Четири каната изграђена су од 12. до 14. века, пре него што је село основано. Пети канат саграђен је 2005. године. Данас вода тече канатима означеним I, II и V, док су канати III и IV у лошем стању. Током јула и августа количина воде у канатима досегне свој минимум, што узрокује критичну ситуацију за довод воде у околини. Ипак, канати су и даље главни извор за наводњавање за локалну заједницу.

### Америка
Око 1520. године Шпанци су пренели градњу каната у Мексико. У Америци се канати данас могу пронаћи у регији Атакама у Перуу, односно у чилеанским покрајинама Назка и Пика.